# Чечёрский проезд
Чечёрский проезд — проезд в районе Южное Бутово Юго-Западного административного округа и поселении Воскресенском города Москвы.
23 июля 1996 года решением правительства Москвы Проектируемый проезд № 856 и Проектируемый проезд № 857 получили название Чечёрский проезд по расположению вдоль долины реки Чечёры. На проезде 110 домов.

## Расположение
Чечёрский проезд проходит от Венёвской улицы на юго-запад, оканчиваясь междворовым тупиком. С северо-запада к нему примыкают Проектируемый проезд № 858, Улица Горчакова, Проектируемый проезд № 861, Проектируемый проезд № 860, Бунинская аллея, Остафьевская улица. К юго-востоку от проезда протекает река Чечёра.

## Здания и сооружения
По нечётной стороне:
- № 1 — Автосервис «Авторусь Бутово»;
- вл. 9 — АЗС «Фортекс»;
- № 23 — Спортивная школа «Метеор»;
- № 43 — Конечная автобусная станция «Остафьевская улица»;
- № 51 — ТРЦ «Бутово Молл»;
- Церковь Марии Магдалины.

По чётной стороне:
- № 6 — Школа № 1916, Детско-Юношеская секция «Организация футбола»;
- № 8 — Фитнес-клуб «Ангел»;
- № 14 к. 1, 22 — Школа № 1980;
- № 14 к. 2 — Детский сад № 2586;
- № 12 — Многопрофильная Медицинская клиника;
- № 16 — Супермаркет «Я Любимый»;
- № 56 — Международный юридический институт;
- № 64 — Ресторан «Территория»[5];
- № 124 — Школа № 2122 с дошкольным отделением.

## Транспорт

### Метро
В 1300 метрах от конца проезда расположена станция метро  Бунинская аллея.

В 920 метрах от пересечения проезда с улицей Горчакова расположена станция метро  Улица Горчакова.

В 390 метрах от начала проезда расположена станция метро  Бульвар Адмирала Ушакова.

### Автобус
- Автобусное сообщение в двух направлениях по всей длине проезда

Автобусные остановки
Чётная сторона
Южное Бутово
- Чечёрский проезд, 10: 146
- Чечёрский проезд, 24 (прежнее название: Управление социальной защиты): 146
- Храм (прежние названия: По требованию, Садовое товарищество): 146
- Чечёрский проезд, 44: С916 902
- Микрорайон Чечёра: С916 902
- Чечёрский проезд, 72: С916 902
- Чечёрский проезд, 82: С916 902
- Бунинская аллея: С916 902 978
- Остафьевская улица: Н8 С1 С916 С953(конечная) 94 (конечная) 165 213 293 877 902 978

Воскресенское
- Чечёрский проезд, 126: 902 978

Нечётная сторона
Воскресенское
- Чечёрский проезд, 126: 902 978

Южное Бутово
- Остафьевская улица: С916 94 902 978
- Бунинская аллея (прежнее название: Чечёрский проезд, 98): С916 902
- Чечёрский проезд, 72: С916 902
- Микрорайон Чечёра: С916 902
- Храм (прежние названия: По требованию, Садовое товарищество): 146
- Чечёрский проезд, 24 (прежнее название: Управление социальной защиты): 146
- Чечёрский проезд, 10: 146

Автобусные маршруты
- Н8: прямой — от конечной остановки Остафьевская улица до Остафьевской улицы
- С1: прямой — от конечной остановки Остафьевская улица до Остафьевской улицы
- С916: прямой — от улицы Горчакова до Остафьевской улицы; обратный — от Остафьевской улицы до улицы Горчакова
- С953: прямой — от конечной остановки Остафьевская улица до Остафьевской улицы
- 94: прямой — от Бунинской аллеи до Остафьевской улицы; обратный — от Остафьевской улицы до Бунинской аллеи
- 146: прямой — от Венёвской улицы до улицы Горчакова; обратный — от улицы Горчакова до Венёвской улицы
- 165: прямой — от конечной остановки Остафьевская улица до Остафьевской улицы
- 213: прямой — от конечной остановки Остафьевская улица до Остафьевской улицы
- 293: прямой — от конечной остановки Остафьевская улица до Остафьевской улицы
- 877: прямой — от конечной остановки Остафьевская улица до Остафьевской улицы
- 902: прямой — от улицы Горчакова до Проектируемого проезда № 661; обратный — от Проектируемого проезда № 661 до улицы Горчакова
- 978: прямой — от Бунинской аллеи до Проектируемого проезда № 661; обратный — от Проектируемого проезда № 661 до Бунинской аллеи